# Chiesa di San Francesco di Paola (Nizza)
La chiesa di San Francesco di Paola (Église Saint-François-de-Paule in francese)  è un edificio di culto cattolico situato in rue Saint-François de Paule, nel centro storico della città francese di Nizza.

## Storia
La chiesa fu costruita dai padri Minimi tra il 1722 ed il 1723 su un'area fino a poco prima occupata da parte dalle fortificazioni che cingevano Nizza. Tra il 1736 ed il 1741 l'edificio venne ingrandito salvo poi subire un terzo, e definitivo intervento tra il 1762 ed il 1767 che gli conferì l'attuale aspetto neoclassico. Fa facciata fu terminata nel 1773. Con la rivoluzione francese i Minimi furono allontanati dalla chiesa. Fu parrocchiale dal 1838 al 1934, anno in cui fu aggregata alla cattedrale di Santa Reparata.
La facciata presenta una combinazione di elementi neoclassici e tardobarocchi che richiamano le chiese torinesi. L'interno è a navata unica.

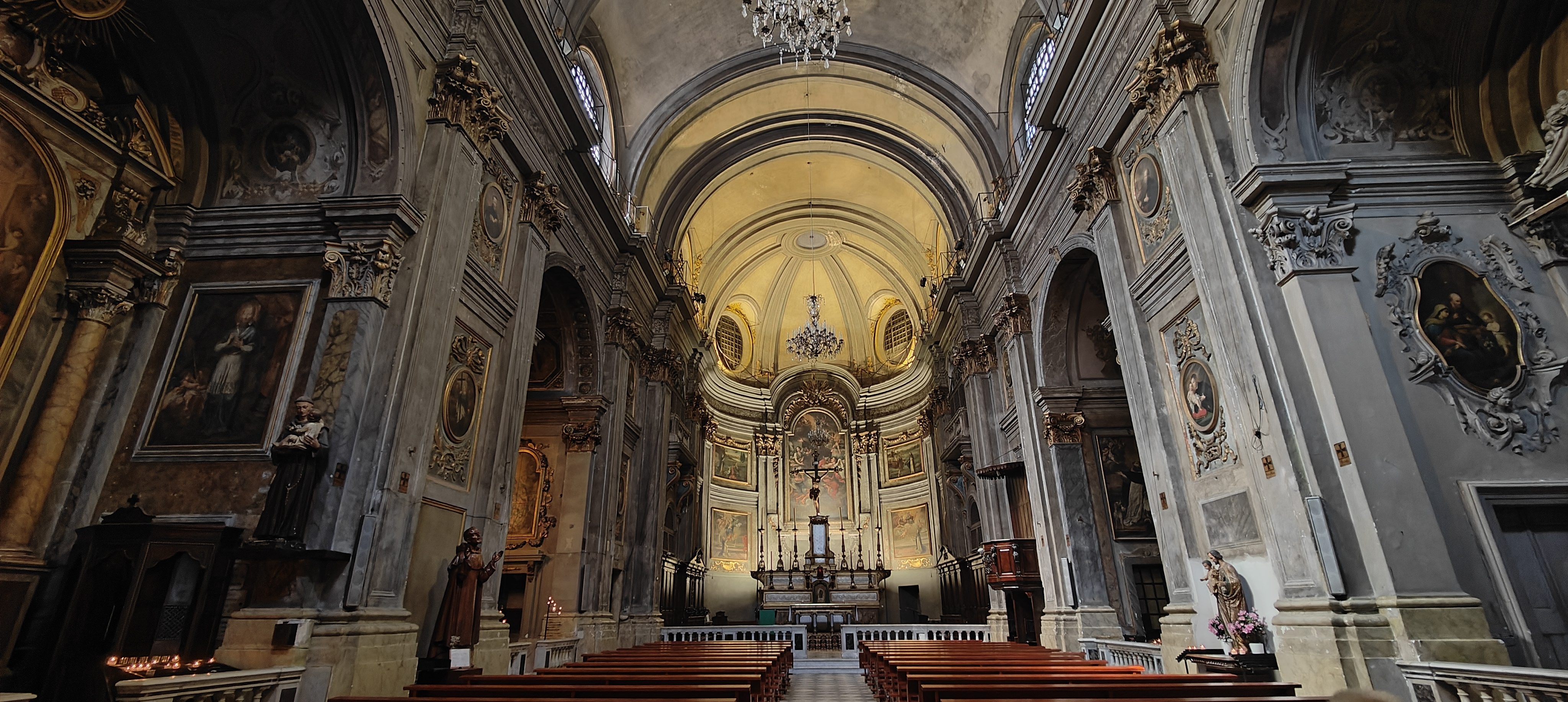
L'interno della chiesa